# Nakaszone Jaszuhiro
Nakaszone Jaszuhiro (japánul: 中曽根 康弘, Hepburn-átírással: Yasuhiro Nakasone) (Takaszaki, 1918. május 27. – Tokió, 2019. november 29.) japán politikus, a Liberális Demokrata Párt korábbi elnöke, Japán miniszterelnöke 1982 és 1987 között. Nakaszone Ronald Reagan, Helmut Kohl, François Mitterrand, Margaret Thatcher és Mihail Gorbacsov kortársa.

## Élete

### Fiatalkora
Egy jómódú fakereskedő gyermekeként született. 1941-ben szerzett diplomát a Tokiói Császári Egyetemen, majd a második világháborúban hadnagyként szolgált a japán haditengerészetnél.

### Politikai pályafutása
Még nem volt 30 éves, amikor 1947-ben a japán parlament alsóházának tagjává választották. Mandátumát a következő választásokon számos alkalommal megvédte. Több alkalommal tagja lett a japán kormánynak is: 1967-1968-ban szállítmányozási miniszterként, 1970-1971-ben hadügyminiszterként, 1972-1974 között pedig nemzetközi kereskedelmi és ipari miniszterként szolgált.
1982-ben Szuzuki Zenkó lemondása után nyerte el a Liberális Demokrata Párt elnöki tisztségét és ezzel a miniszterelnöki posztot is. Novemberi megválasztása után az ellenzék már decemberben előrehozott választást tudott kikényszeríteni és ezen a liberális demokraták elvesztették abszolút többségüket. Nakaszone azonban miniszterelnök maradt, miután koalíciós kormányt hozott létre. Kormányzása során igyekezett szorosabbra fűzni Japán kapcsolatait az Egyesült Államokkal: kormánya megemelte a katonai kiadásokat, nagyobb részt vállalva így saját hazája védelmének költségeiből, és megkönnyítette az amerikai áruk bejutását a japán piacra. Nakaszone intenzív külpolitikai offenzívába kezdett, hogy megerősítse a japán gazdaság nemzetközi pozícióit, míg belföldön megszorításokat vezetett be az államadósság leszorítása érdekében.
1987-ig töltött be a miniszterelnöki posztot, utóda Takesita Noboru lett, akit ő javasolt a posztra. Ezután is pártja, és a japán politikai élet meghatározó szereplője maradt, ám 1989-ben korrupciós ügybe keveredett és ekkor jelentősen vesztett befolyásából. Ugyanakkor 2003-ig a parlament tagja maradt. Ekkor pártja új szabályt vezetett be, 73 évben maximálva jelöltjei életkorát, így Nakaszonét – több más veterán politikussal együtt – kiszorították a parlamentből.